# 44

44(사십사)는 43보다 크고 45보다 작은 자연수다.

## 수학
- 합성수로, 그 약수는 1, 2, 4, 11, 22, 44다. 진약수의 합은 40이므로, 44는 부족수다.
- 9번째 트리보나치 수다. 앞의 트리보나치 수는 24, 다음은 81이다.
- 4번째 팔면체수다. 앞의 팔면체수는 19, 다음은 85다.

## 과학
- 루테늄(Ru)의 원자번호.
- 인간의 상염색체 수.
- NGC 44: 안드로메다자리 방향에 있는 이중성.

## 교통
- 고속도로
  - 유럽 고속도로 44호선: 프랑스 르아브르에서 독일 기센까지 이어지는 유럽 고속도로.
  - 아우토반 44호선(영어판, 독일어판): 독일의 고속도로.
- 국도 제44호선
  - 대한민국 44번 국도: 경기도 양평군 양평읍에서 강원특별자치도 양양군 양양읍까지 이어지는 대한민국의 국도.
  - 일본 44번 국도: 홋카이도 구시로시에서 네무로시까지 이어지는 일본의 국도.
- 기타 도로
  - 현도 제44호선

## 문화유산
- 대한민국의 국보 제44호: 장흥 보림사 남·북 삼층석탑 및 석등
- 대한민국의 보물 제44호: 익산왕궁리오층석탑 (해제)[a]
- 대한민국의 사적 제44호: 부여 군수리 사지

## 방송
- 스카이라이프의 E채널 채널 번호.
- 지니 TV의 채널S 채널 번호.
- B tv의 엣지TV 채널 번호.
- U+ TV의 OCN 채널 번호.
- B tv 케이블의 코미디TV 채널 번호.
- KT HCN의 원스 채널 번호.

## 기타
- 날짜: 4월 4일
- 연도: 44년, 기원전 44년
- StG 44: 독일군에서 사용한 돌격소총.
- 63빌딩에는 44층이 없다.
- 보드 게임 〈메모아 44〉

### 내용주
1. ↑  1997년 1월 1일부로 보물 지정 해제되었으며, 국보 제289호로 승격되었다.

## 같이 보기
- 4자 금기
- +44